# Bequadro

Em clave de Fá, esta nota seria um Lá natural.

Na notação musical, um bequadro (símbolo {\displaystyle \natural }) anula um acidente (sustenido ou bemol). Por exemplo, numa partitura em Sol Maior (cuja clave contém o Fá♯, que se propaga até à barra final ou até uma modulação), quando se pretende fazer um movimento para a nota Fá natural. O bequadro também se utiliza dentro de um mesmo compasso em que a nota tenha sido previamente acidentada, para restituí-la à sua natural; se o bequadro não for utilizado, o acidente propagar-se-á até ao final do compasso.